# البنك الوطني لجمهورية قرغيزستان
البنك الوطني لجمهورية قيرغيزستان (بالقيرغيزية: Кыргыз Республикасынын Улуттук Банкы)‏ هو البنك المركزي لجمهورية قيرغيزستان وهو المسؤول الأول عن إستراتيجية السياسة النقدية المخططة للبلاد فضلا عن إصدار العملة الوطنية (سوم).

## الهيكل التنظيمي
يتكون البنك الوطني لجمهورية قيرغيزستان من عشرة أقسام مختلفة تتناول مختلف جوانب تشغيل البنك لإنجاز مهمته ووظيفته. ويساعده أيضًا 15 وحدة أصغر تتيح التشغيل السلس للبنك.
| إدارات البنك | وحدات البنك |
| - قسم الاقتصاد - قسم العمليات النقدية - إدارة الإحصاءات المالية والمراجعة - إدارة الرقابة الخارجية - قسم التفتيش - قسم منهجية الإشراف والترخيص - قسم إدارة النقد - قسم نظم الدفع - قسم المحاسبة وإعداد التقارير - إدارة التسويات المصرفية | - قسم قانوني - قسم الأمن وأمن المعلومات - قسم الإدارة واللوجستيات - قسم أتمتة البنوك - دائرة التدقيق الداخلي - قسم المالية والمراقبة - قسم شؤون الموظفين - قسم مراقبة المخاطر - قسم العلاقات العامة - إدارة التعاون الدولي - إدارة تطوير اللغة والوثائق الحكومية - قسم البناء والإصلاح - مجموعة المشتريات - مركز الترفيه التربوي (مركز الترفيه "تولكون") - الإدارات الإقليمية ومكتب تمثيل البنك الوطني |

## روابط خارجية
- الموقع الرسمي
 (بالروسية) (بالقيرغيزية) (بالإنجليزية)